# Ставропольский
Ставропо́льский — посёлок в составе Благодарненского муниципального округа Ставропольского края России.

## Варианты названия
- Центральная усадьба Ставропольского зерносовхоза[2].

## Физико-географическая характеристика
На востоке: посёлок Видный. На севере-западе: посёлок Молочный и балка Грязная
Расстояние до краевого центра: 124 км. Расстояние до районного центра: 20 км.
Рельеф территории спокойный с общим уклоном на северо-восток к балке Грязной. Почвенный покров представлен тёмно-каштановыми карбонатными почвами.
По природным условиям посёлок относится ко второй засушливой климатической зоне Ставропольского края. Климат умеренно континентальный, с мягкой зимой и жарким летом. Среднегодовое количество осадков 404 мм. Среднегодовая температура воздуха +9,5 °C. Господствующими ветрами являются ветры восточного и частично западного направления.

## История
Возникновение посёлка связано с созданием в 1929 году зерносовхоза «Ставропольский».

Первые поселенцы ютились в бараках, скрытых в земле, [которые] освещались жировыми и керосиновыми лампами. В 1929 году в совхозе работало 268 человек. В хозяйстве имелись тракторы марки «Кейс» — 20 штук, 10 автомашин. Была организована школа механизации по подготовке трактористов.— История поселения
10 февраля 1933 года ВЦИК постановил перечислить земельный участок Ставропольского зерносовхоза из Александровского района в Благодарненский район.
До 2017 года посёлок был административным центром упразднённого Ставропольского сельсовета.
В 2021 году в поселке обустроена парковая зона по улице Ленина.
В 2022 году обустроена торговая площадка для выездных ярмарок.
В 2025 году в центре поселка началась реставрация здания для размещения там Дома Культуры, взамен старого сгоревшего здания.

## Население
| 1989 | 2002  | 2010  | 2013  | 2014  | 2021  | 2023  |
| ---- | ----- | ----- | ----- | ----- | ----- | ----- |
| 1573 | ↗1681 | ↘1640 | ↗1731 | ↘1700 | ↘1363 | ↗1367 |

По данным переписи 2002 года в национальной структуре населения преобладают русские (84 %).
По данным переписи 2020 года в национальной структуре населения русские составляли 64,54 %, даргинцы 9,99 %

## Инфраструктура
- Библиотека.
- Врачебная амбулатория и дневной стационар.
- Аптека № 293 (филиал).
- Отделение почтовой связи.
- Открытое кладбище площадью 40000 м²[19]

В посёлке есть недействующие здания: дом культуры, гостиница, мельница и т.д.

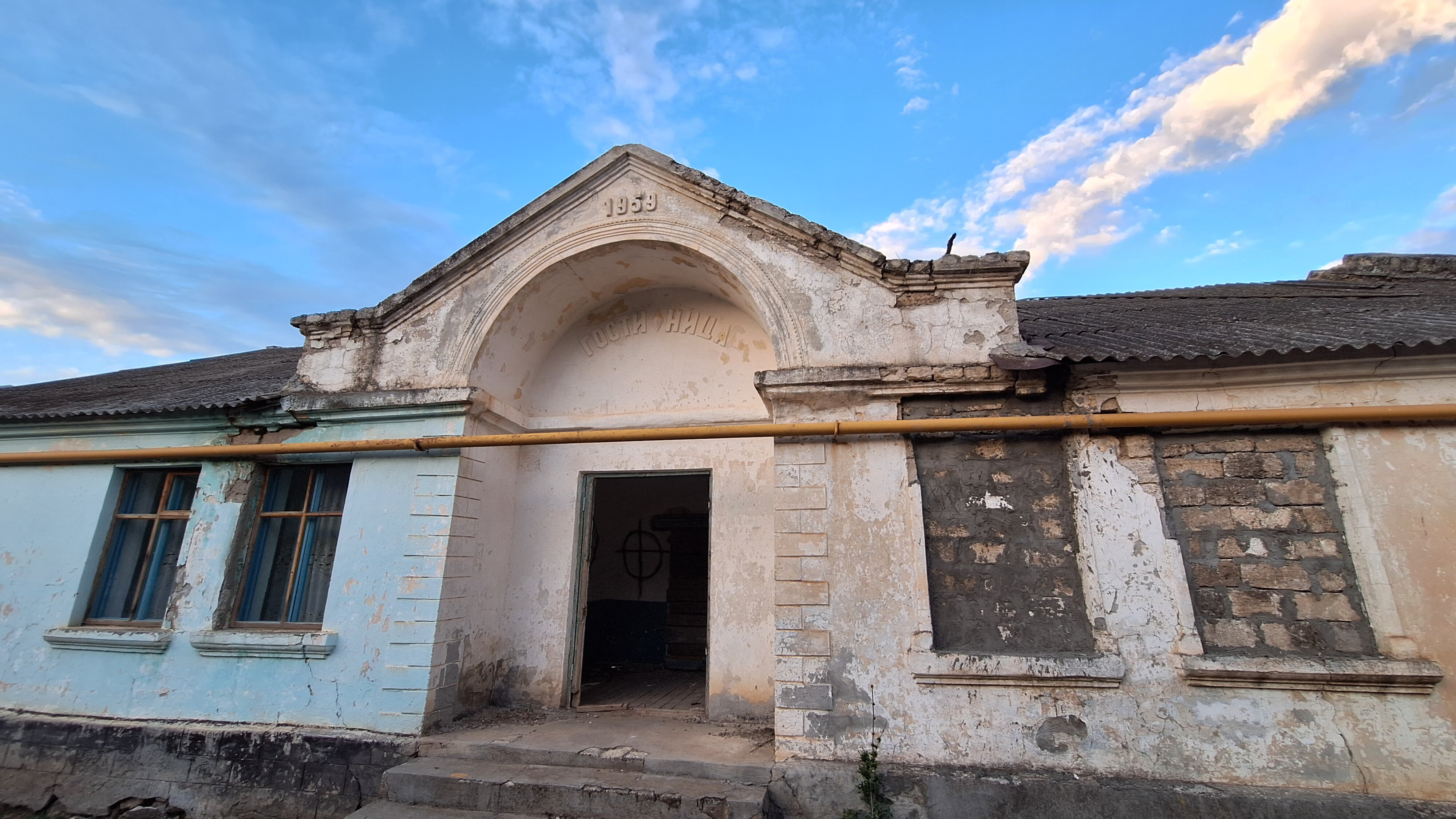
Заброшенная гостиница
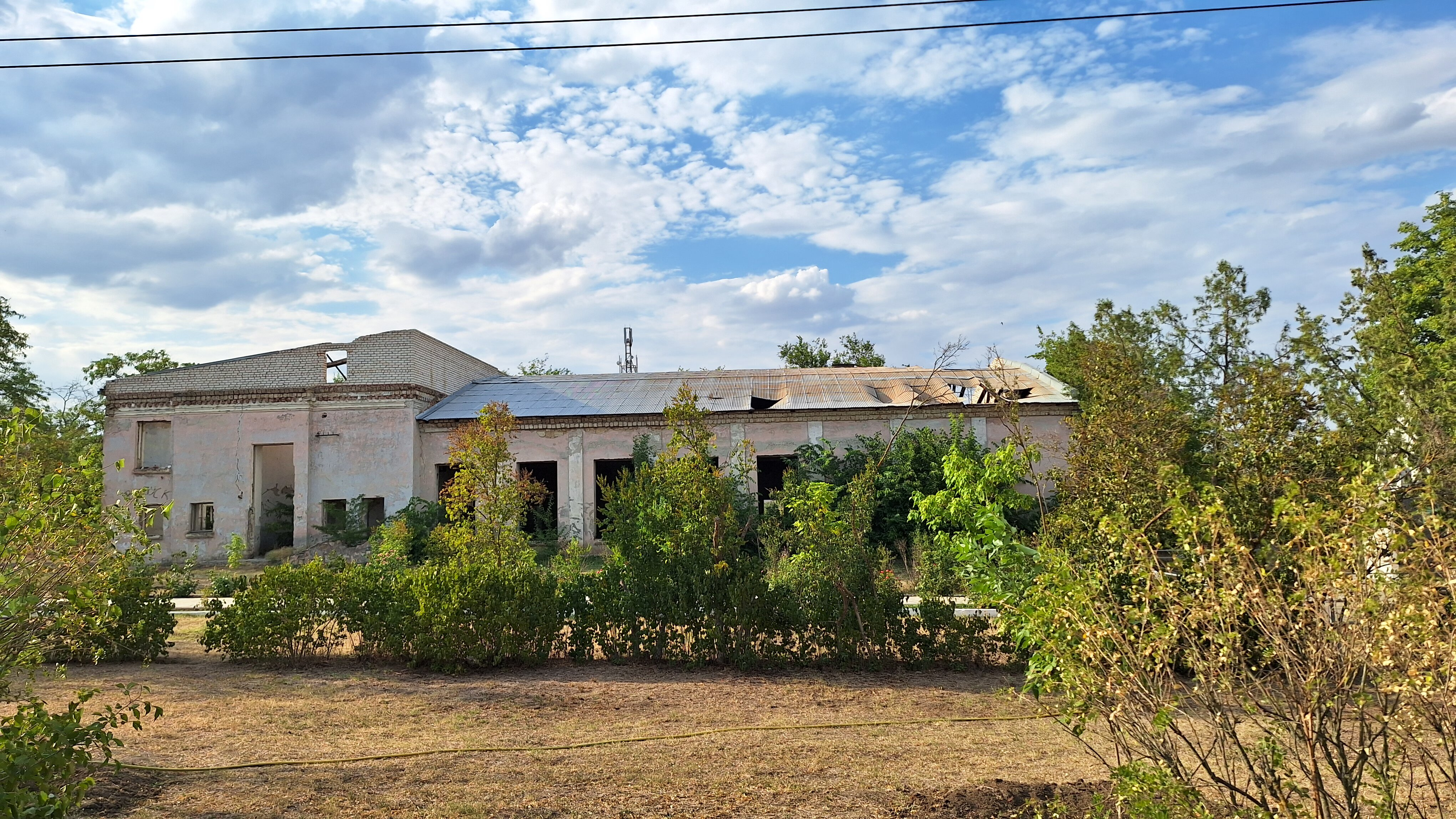
Сгоревший дом культуры

## Разное
На территории села расположен парк простирающийся на ≈ 400 м. в длину и площадью ≈ 1.7 гектаров Является одним из самых больших парков в Благодарненском муниципальном округе. Внутри парка расположен памятник В. И. Ленину. В восточной части парка в 50 м. по тропинке находится памятник воинам односельчанам, погибшим в годы Великой Отечественной войны 1941—1945 гг. В западной части парка находится игровая площадка, школа и детский сад. В северной части парка, по ул. Кошевого расположен сельский рынок. 

## Образование
- Детский сад № 15 на 115 мест (в 2013 году посещает 46 детей).
- Средняя общеобразовательная школа № 3 на 400 мест (в 2013 году обучается 136 человек).

## Памятники
- Памятник В. И. Ленину. 1957 год[20].
- Памятник воинам односельчанам, погибшим в годы Великой Отечественной войны 1941—1945 гг. 1967 год[21].

## Галерея

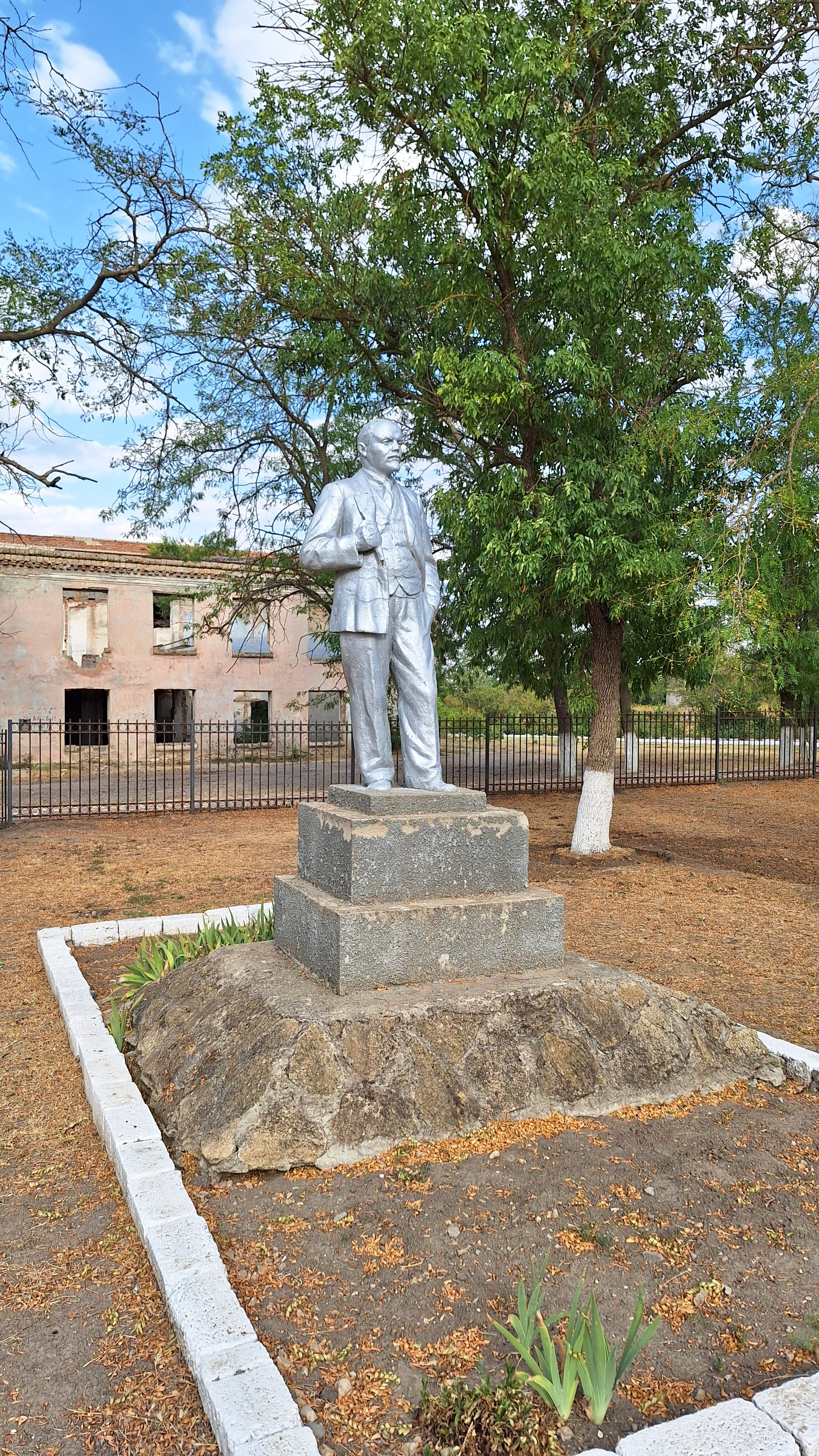
Памятник В. И. Ленину
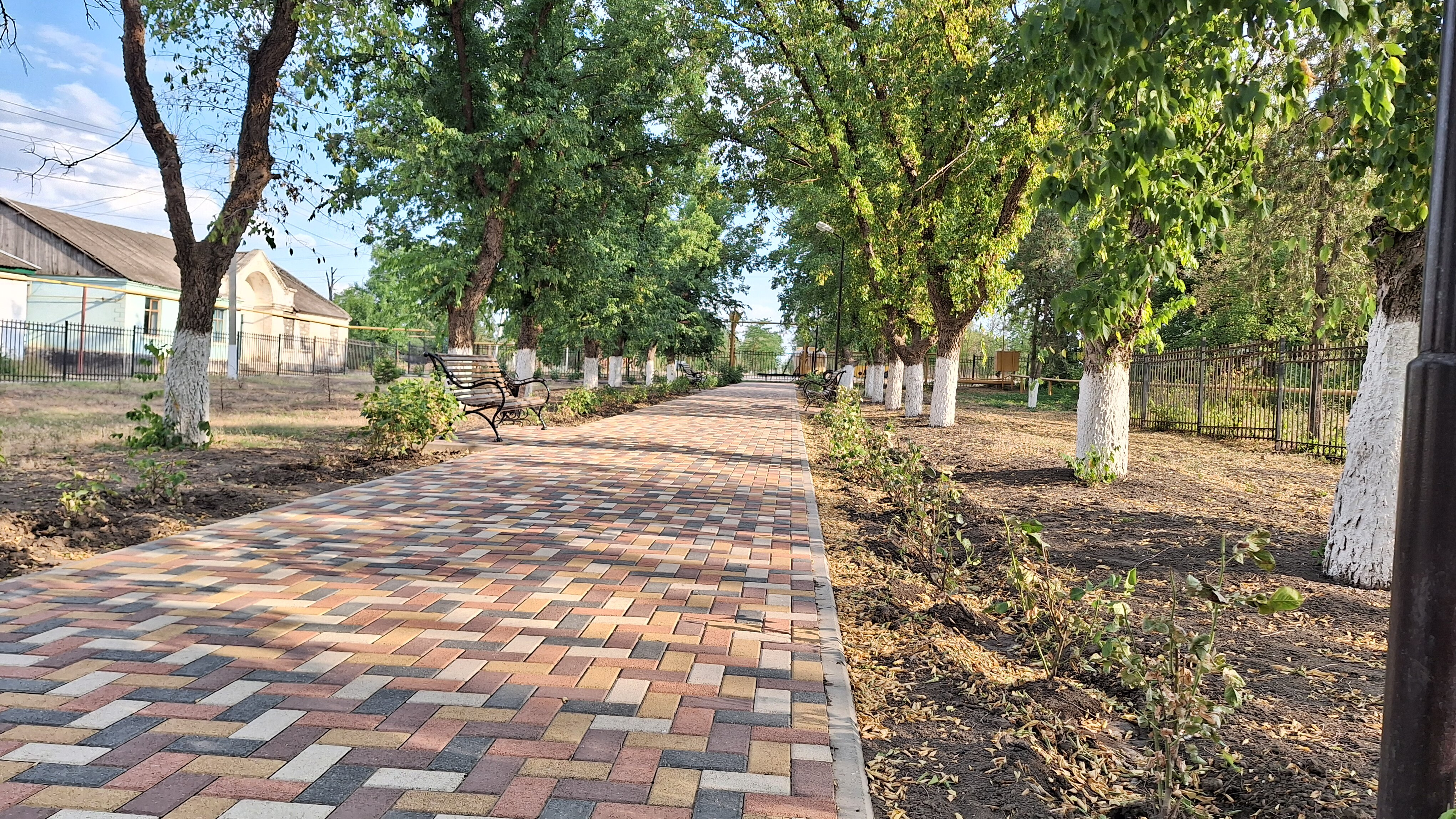
Парк в посёлке
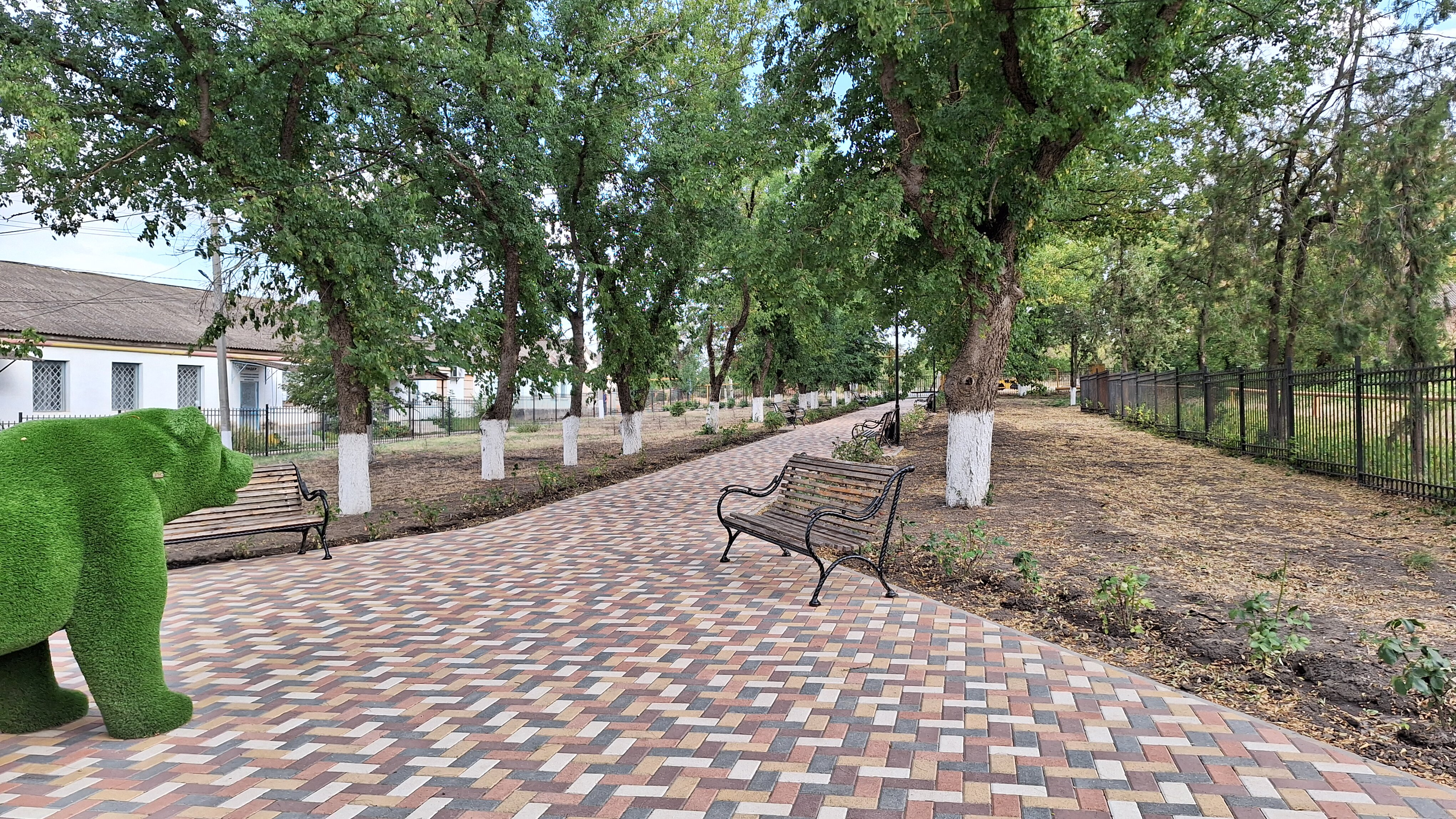
Парк. Вид южного входа
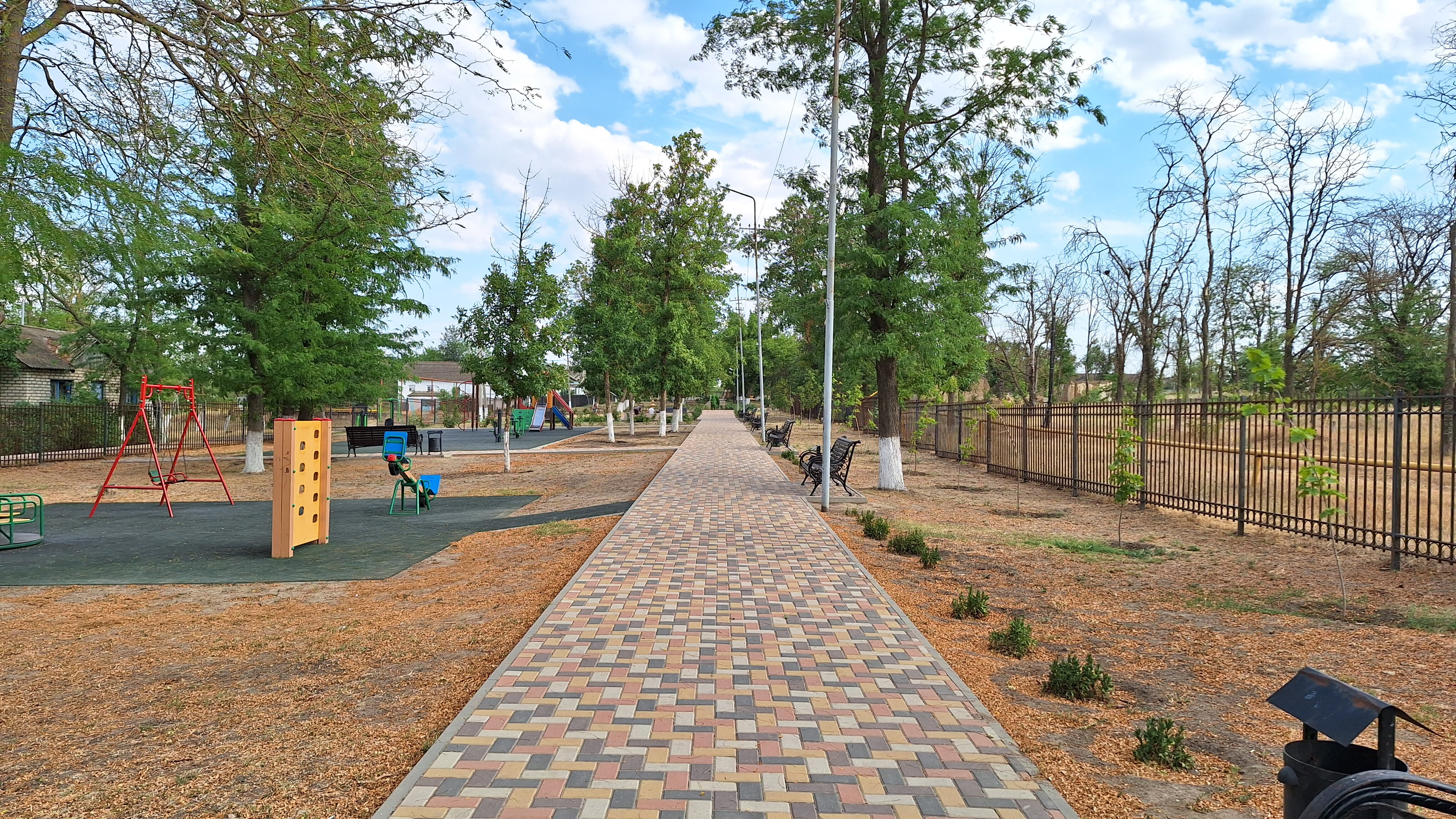
Парк. Вид центральной части
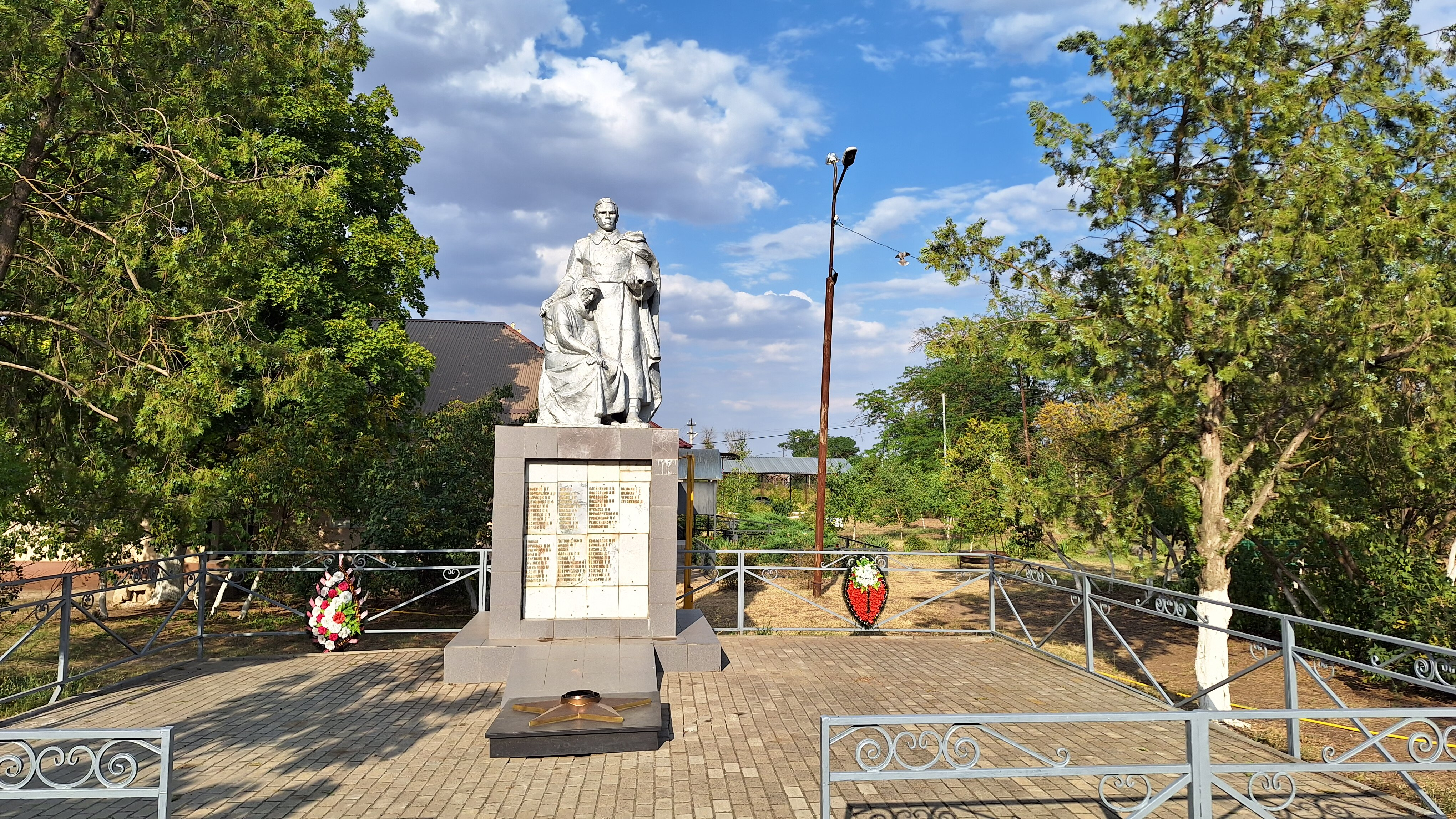
Памятник Великой Отечественной войны
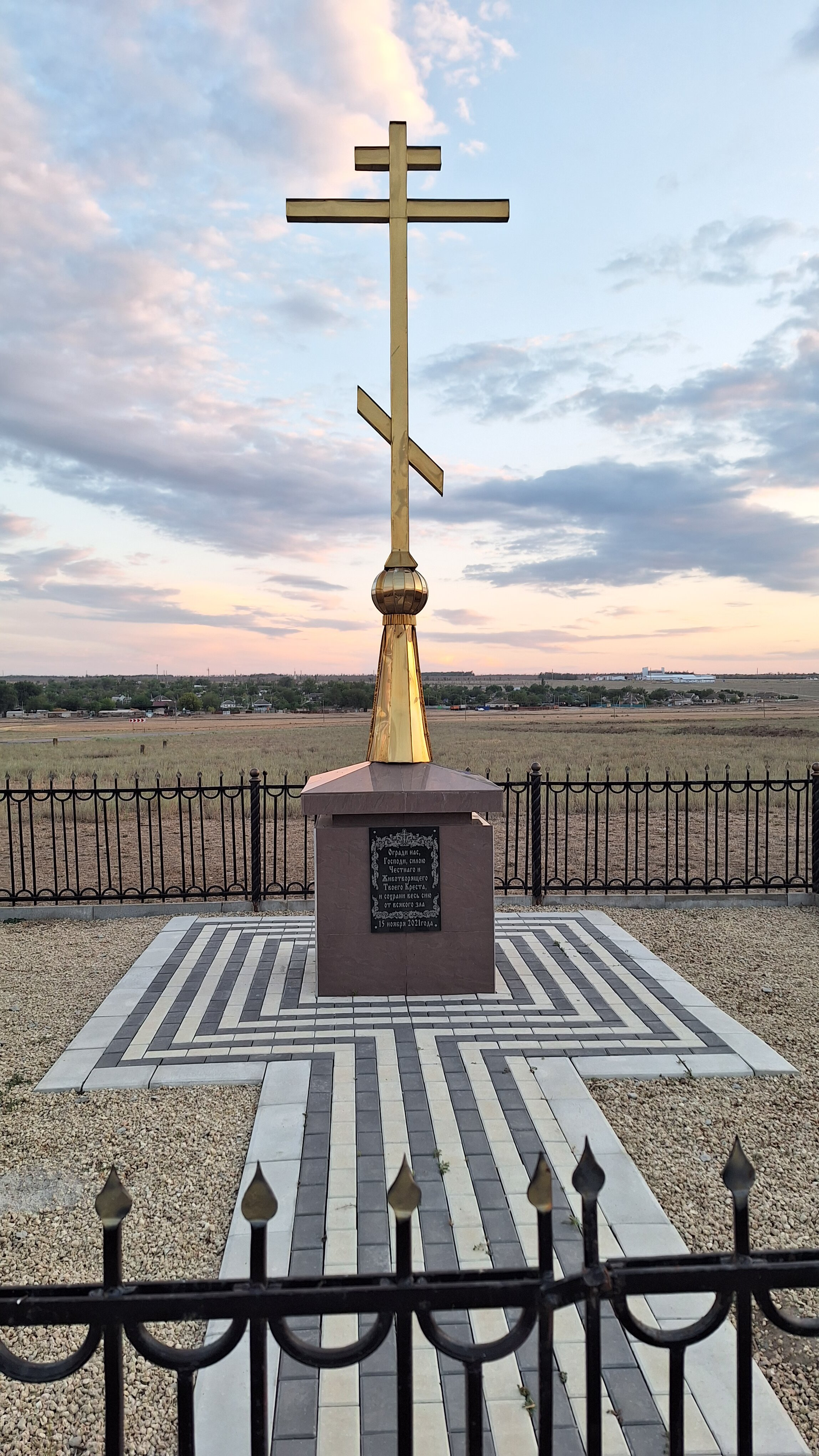
Крест на въезде в посёлок
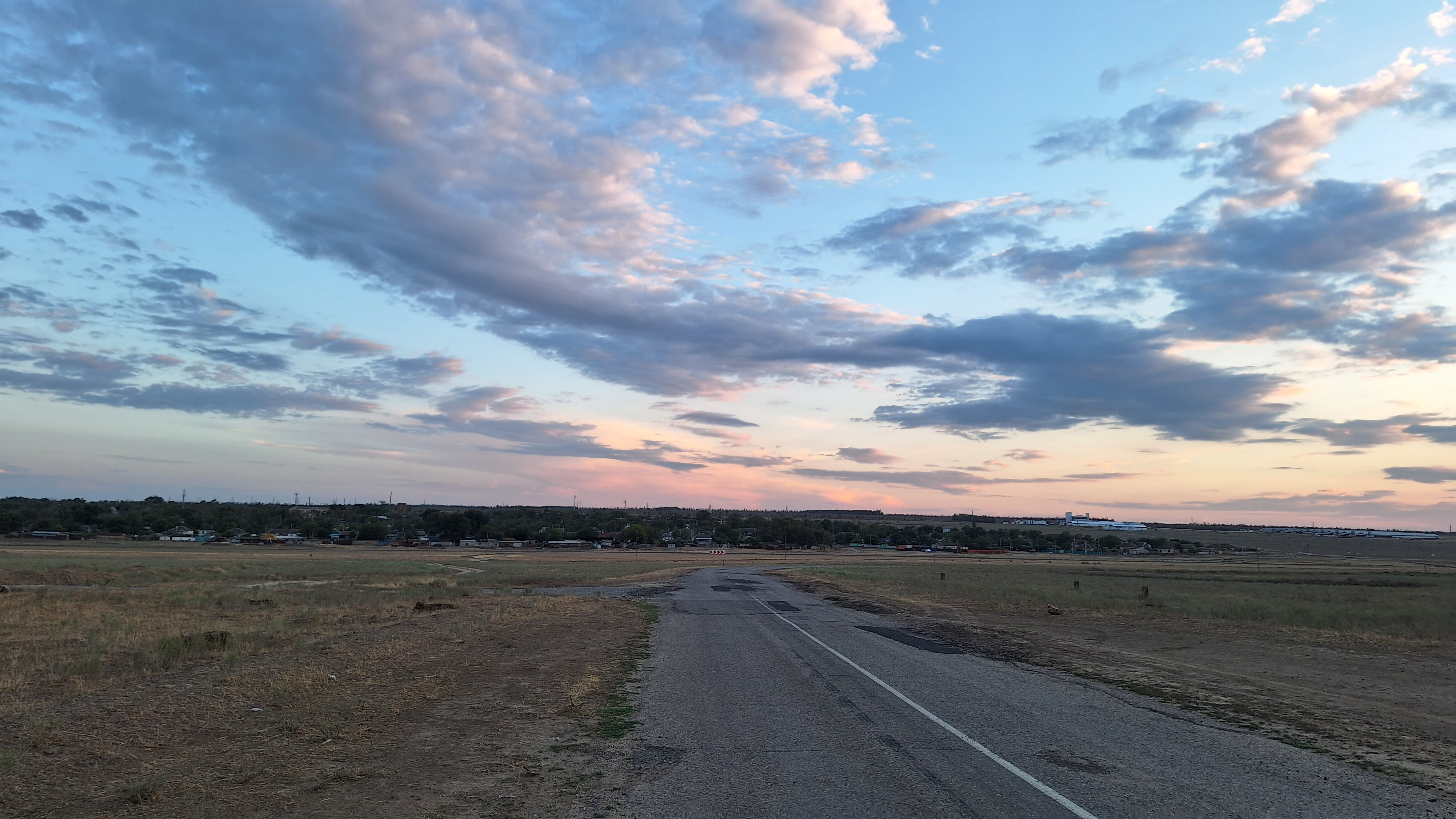
Въезд в посёлок
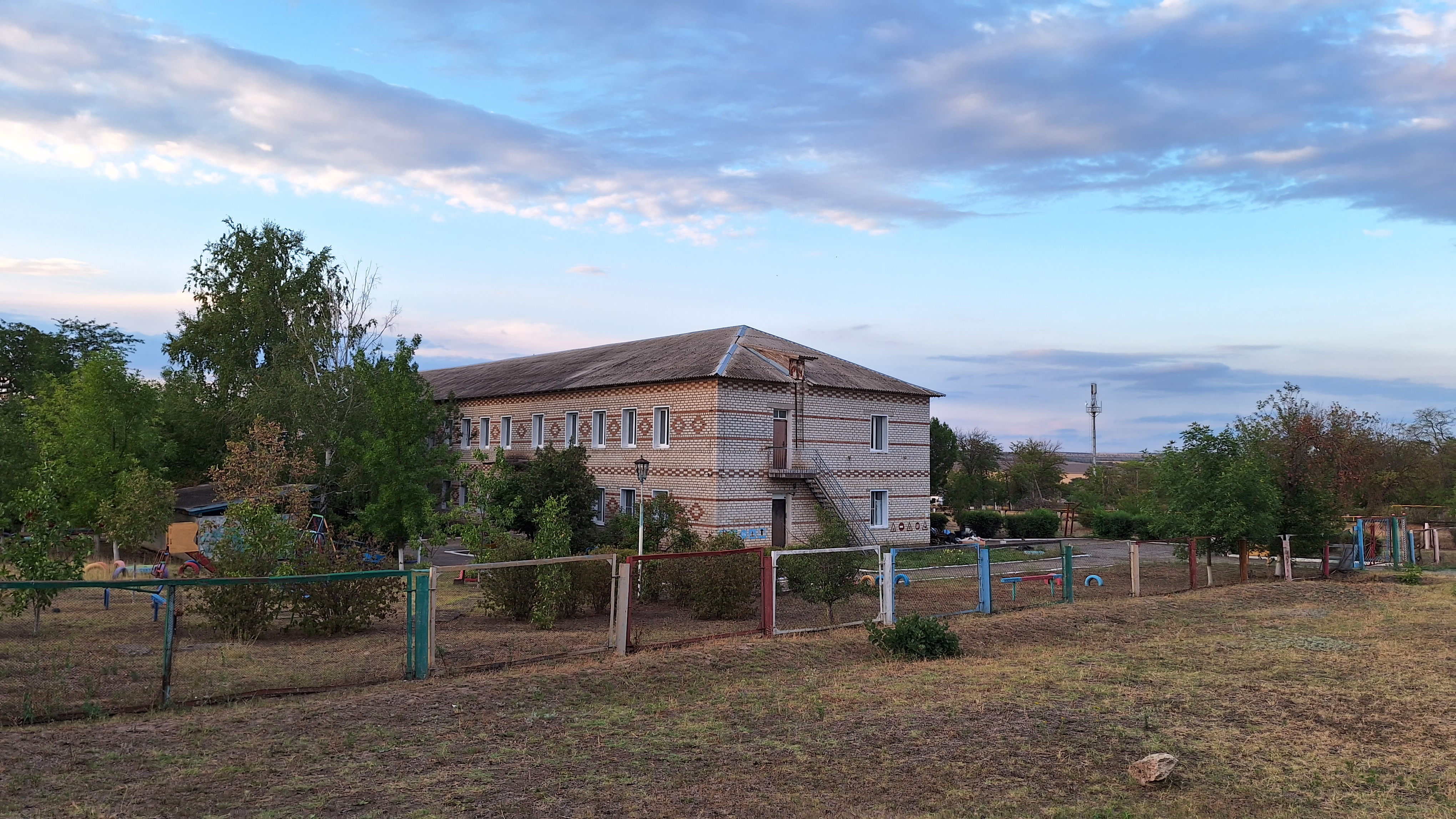
Детский сад № 15
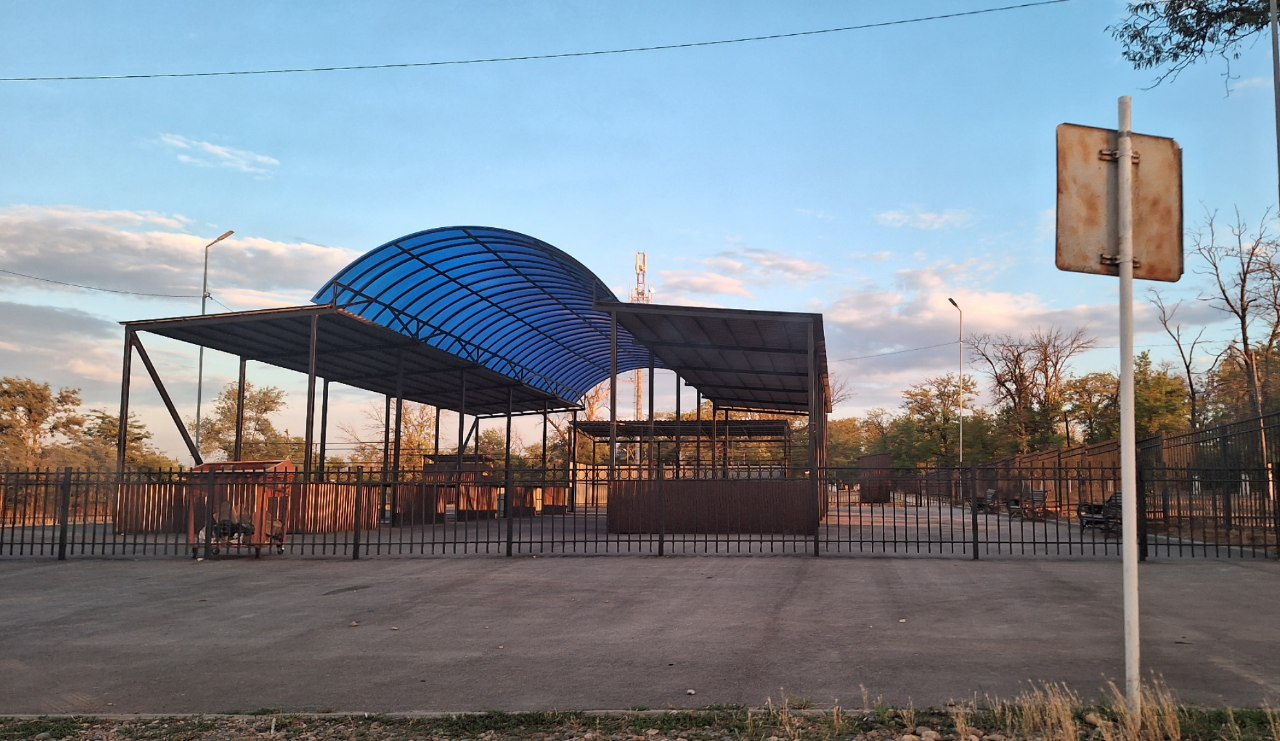
Рынок

## Православие
На въезде в село стоит православный крест установленый 15 ноября 2021 года.

## Кладбище
В западной части поселка расположено кладбище размером ≈ 0.8 гектаров 